# St Andrew’s Church (Port Glasgow)

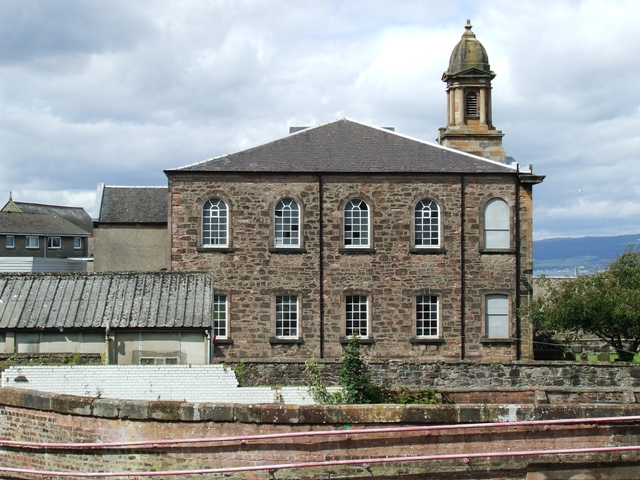
Die St Andrew’s Church vom Bahnhof von Port Glasgow aus gesehen

Die St Andrew’s Church ist ein Kirchengebäude der presbyterianischen Church of Scotland in der schottischen Stadt Port Glasgow in Inverclyde. 1971 wurde das Bauwerk in die schottischen Denkmallisten in der Kategorie B aufgenommen. Die Kirche ist noch als solche in Benutzung.

## Beschreibung
Die St Andrew’s Church liegt im Westen von Port Glasgow am Ende der Church Street. Das klassizistische Bauwerk stammt aus dem Jahre 1823. Der Innenausbau wurde 1898 überarbeitet und eine Orgel hinzugefügt. Zuletzt wurde 1997 eine Kapelle ergänzt. Der hervorspringende Eingangsbereich des quadratischen Kirchengebäudes befindet sich an der nordostexponierten Frontseite. Die drei Portale werden von Blendpfeilern im dorischen Stil flankiert. Darüber ruht ein schlichter Dreiecksgiebel und der aufsitzende Glockenturm. Dieser ist ebenfalls mit Blendpfeilern gearbeitet und schließt mit einer Kuppel ab.